# اهنبی
اهنبی (به آلمانی: Ahneby) یک شهر در آلمان است که در شلسویگ-هولشتاین واقع شده‌است.

## خصوصیات
اهنبی ۳٫۸ کیلومترمربع مساحت دارد ۴۹ متر بالاتر از سطح دریا واقع شده‌است.